# Odontomyia limae
Odontomyia limae är en tvåvingeart som beskrevs av Guérin-Méneville 1831. Odontomyia limae ingår i släktet Odontomyia och familjen vapenflugor.
Artens utbredningsområde är Peru. Inga underarter finns listade i Catalogue of Life.